# Bataille de Suomussalmi
Guerre d'Hiver
Batailles
- Tolvajärvi
- Suomussalmi
- Taipale
- Route de Raatte
- Honkaniemi
- Kollaa
- Salla

La bataille de Suomussalmi [suo.mus.sal(a).mi] est une bataille qui opposa les forces finlandaises et soviétiques durant la guerre russo-finlandaise. Elle s'est déroulée entre le 7 décembre 1939 et le 8 janvier 1940. 
L'issue de cette bataille est une victoire décisive finlandaise contre les troupes soviétiques pourtant largement supérieures en nombre. En Finlande, la bataille est aujourd'hui vue comme un symbole de la guerre d'Hiver dans son ensemble.

## Déroulement de la bataille
Le 30 novembre 1939, la 163e division de fusiliers (ru) de l'Armée rouge franchit la frontière entre la Finlande et l'URSS et avance depuis le nord-est des environs du village de Suomussalmi. L'objectif des Soviétiques à cet instant du conflit est de prendre la ville portuaire d'Oulu de l'autre côté du pays, scindant ainsi le pays envahi en deux parties. Le secteur de Suomussalmi n'est défendu que par un seul bataillon finlandais (Er.P 15), basé sur la route de Raate aux alentours de la ville.
Suomussalmi est prise avec une faible résistance le 7 décembre (seulement deux compagnies incomplètes mènent le combat entre la ville et la frontière). Mais les Finlandais détruisent le village avant qu'il ne soit pris afin d'empêcher les Soviétiques d'y trouver quelque refuge ou abri et battent en retraite sur les rives opposées des lacs Niskanselkä et Haukiperä. 
Les premiers grands combats commencent le 8 décembre quand les troupes soviétiques attaquent les positions des forces armées finlandaises en traversant les lacs gelés vers l'ouest. Leur offensive échoue complètement. Un second groupe de Soviétiques mène une attaque au nord-ouest de Puolanka qui est défendue par le Er.P 16 (16e bataillon détaché) qui vient juste de prendre ses positions. L'offensive échoue comme l'autre.
Le 9 décembre, les défenseurs sont renforcés par l'arrivée d'un nouveau régiment (JR 27 (fi)). Le commandement des forces finlandaises est donné au colonel Hjalmar Siilasvuo, lequel commence aussitôt des contre-attaques pour reprendre Suomussalmi. Le gros des troupes parvient à la ville mais échoue à la prendre en face de la résistance soviétique qui lui cause de lourdes pertes. 
Le 24 décembre, les Soviétiques contre-attaquent à leur tour mais échouent eux aussi face à la combativité de la résistance finlandaise.
Rejoints par deux nouveaux régiments de chasseurs (JR 64 (fi) et JR 65), les Finlandais attaquent à nouveau le 27 décembre. Cette fois, ils prennent le village et les Soviétiques battent en retraite sur les lacs gelés.
Pendant ce temps, la 44e division soviétique (ru) (composée majoritairement d'Ukrainiens) avance depuis les environs à l'est de Suomussalmi. Elle stationne sur la route entre Suomussalmi et Raate tandis que les autres forces soviétiques battent en retraite.
Entre le 4 et le 8 janvier 1940, la 44e division est dispersée en groupes isolés et détruite par les troupes finlandaises selon la tactique du motti, laissant de nombreux équipements aux Finlandais.

## Conséquences
La bataille est une victoire décisive pour les Finlandais. Si les troupes soviétiques prenaient la ville d'Oulu, les Finlandais auraient dû défendre leur pays sur deux fronts simultanément et une importante voie de chemin de fer reliant le sud du pays à la Suède aurait pu être utilisée par l'ennemi. La victoire redonne aussi le moral à l'armée finlandaise relativement malmenée depuis le début du conflit. 
En plus, les Finlandais capturent sur la route de Raate à Suomussalmi un grand nombre d'équipements soviétiques parmi lesquels 43 chars de combat, 71 pièces d'artillerie, 260 camions, 1 170 chevaux, 29 armes antichars et d'autres armes grandement nécessaires à l'armée finlandaise.

## Analyse
La bataille de Suomussalmi est un exemple de la manière dont une petite force correctement commandée et combattant sur un terrain familier peut mettre en déroute une armée ennemie largement supérieure en nombre. Les facteurs qui expliquent la victoire finlandaise sont :
- les troupes finlandaises ont une grande mobilité sur le terrain grâce à leurs skis et leurs traîneaux au contraire des troupes soviétiques dont les lourds éléments ne peuvent quitter les routes ;
- la stratégie finlandaise est adaptable et le plus souvent non conventionnelle comme prendre pour cibles prioritaires les véhicules de cantine démoralisant grandement l'ennemi dans un climat quasi-polaire ;
- l'armée soviétique est pauvrement équipée en tenues de camouflage d'hiver ;
- le contre-espionnage soviétique est défaillant : les Finlandais interceptent sans mal les conversations soviétiques[2] ;
- l'équipement des troupes finlandaises est adapté au combat dans une région de neige profonde et de températures glaciales ;
- l'objectif soviétique de couper la Finlande en deux parties en prenant la région d'Oulu — bien que parfaitement raisonnable sur une carte d'état-major — est irréaliste car la région est principalement forestière et parsemée de marécages avec un réseau routier consistant en des sentiers de bucherons. Les divisions mécanisées devant les emprunter deviennent des cibles faciles pour les troupes finlandaises à ski ;
- la simplicité des Finlandais, dont l'assaut final est une simple charge de plein front, réduit la possibilité d'erreurs tactiques. Le rude climat donne aussi l'avantage aux tactiques simples ;
- l'armée soviétique souffrant encore des suites des purges staliniennes dans les années 1930 ne dispose que d'officiers souvent médiocres voire incompétents[3].